# Bwadibo
Bwadibo (ou Boadibo) est un village de la Région du Littoral au Cameroun, situé dans la commune de Dibombari, sur la route reliant Douala à Nkapa.

## Population et développement
En 1967, la population de Bwadibo était de 164 habitants, essentiellement des Pongo. Elle était de 487 lors du recensement de 2005.